# Hans Baron (Historiker)
Hans Baron (* 22. Juni 1900 in Berlin; † 26. November 1988 in Urbana, Illinois, USA) war ein deutsch-amerikanischer Historiker und Renaissance-Forscher.

## Leben
Hans Baron entstammte einer Berliner jüdischen Familie; sein Vater war der Sanitätsrat Theodor Baron. Er studierte u. a. Geschichte, Philosophie und Germanistik in Leipzig und Berlin. Zu seinen Lehrern gehörten Walter Goetz, Friedrich Meinecke und der Kulturtheoretiker Ernst Troeltsch, dessen Schriften er später in mehreren Sammelbänden herausgab. Nach der Machtübergabe an die Nationalsozialisten wurde er aus dem Dienst der Bayerischen Akademie der Wissenschaften entlassen. Er emigrierte über Stationen in Italien und in Großbritannien, wo er sich von 1936 bis 1938 aufhielt, in die USA. Dort lehrte und forschte er u. a. in Princeton, Chicago und New York. 1964 wurde er in die American Academy of Arts and Sciences gewählt. 1972 wurde er zum korrespondierenden Mitglied der British Academy gewählt.

## Bedeutung
Bedingt durch die 1933 erzwungene Flucht aus dem Deutschen Reich, fanden Barons akademische Karriere und sein Fortwirken in den USA statt. Er hinterließ als Forscher über den italienischen Renaissance-Humanismus einen tiefen Eindruck und stellte das Konzept des „Bürgerhumanismus“ (Civic Humanism) auf. Seine Neigung zur Theorie wurde häufig angegriffen, wie auch sein gesamtes Konzept vereinzelt infrage gestellt wurde. Baron arbeitete vor allem über Leonardo Bruni.

## Schriften (Auswahl)
- Calvins Staatsanschauung und das konfessionelle Zeitalter. Berlin 1924.
- (Hrsg.): Leonardo Bruni Aretino. Humanistisch-philosophische Schriften. Leipzig 1928.
- The Crisis of the Early Italian Renaissance. Civic Humanism and Republican Liberty in an Age of Classicism and Tyranny. Princeton 1955, 2. Aufl. 1966.
- Humanistic and Political Literature in Florence and Venice at the Beginning of the Quattrocento. Studies in Criticism and Chronology. Harvard University Press, Cambridge 1955, wieder 1968.
- From Petrarch to Bruni. Studies in Humanistic and Political Literature. Chicago 1968.
- Petrarch’s „Secretum“. Its Making and its Meaning. Medieval Academy of America, Cambridge (Massachusetts) 1985.
- In Search of Florentine Civic Humanism. Essays on the Transition from Medieval to Modern Thought, 2 Bde. Princeton 1988.
- Bürgersinn und Humanismus im Florenz der Renaissance. Berlin 1992.